# فصلی در دوزخ

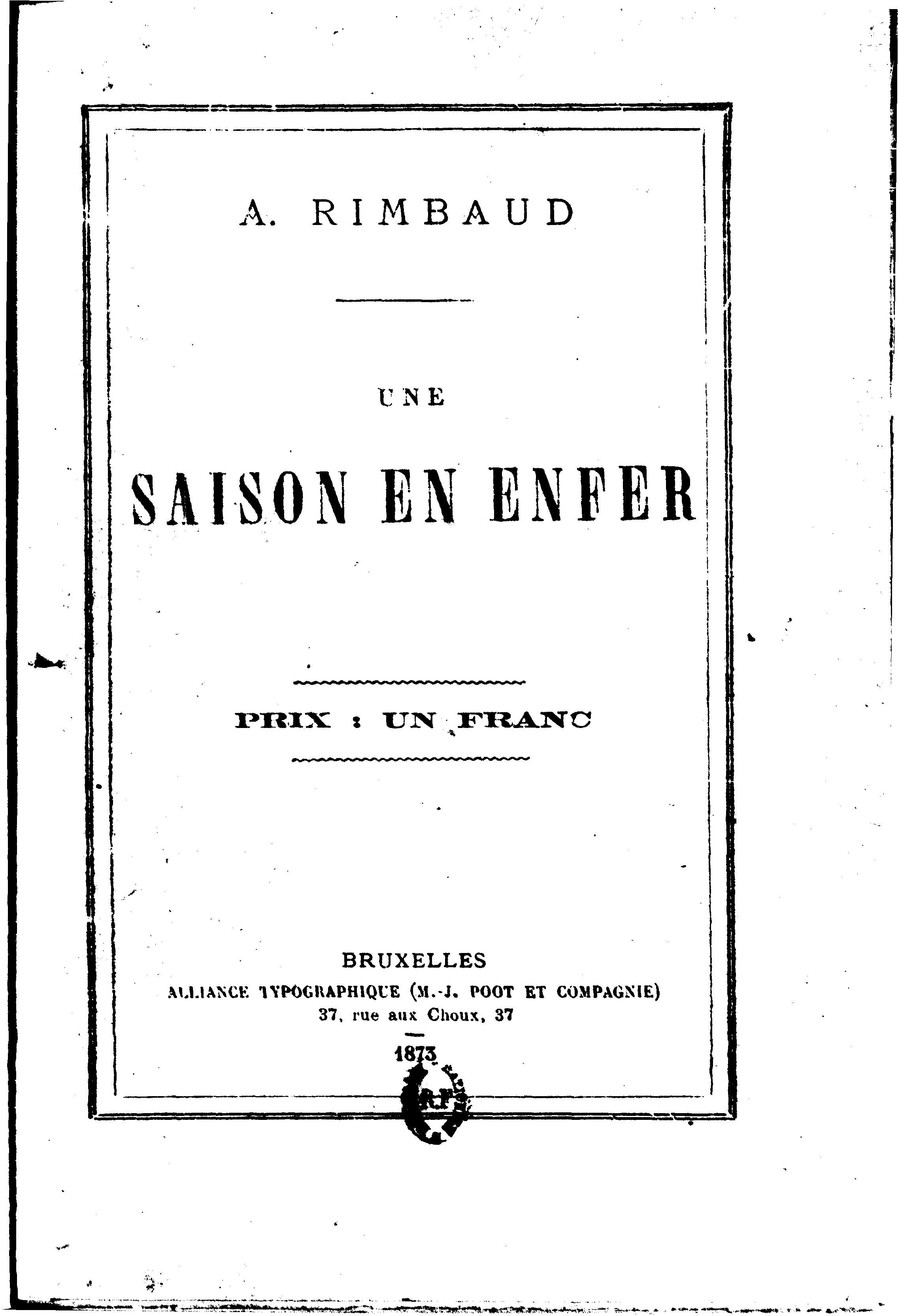
جلد چاپ اول کتاب فصلی در دوزخ، اکتبر ۱۸۷۳

فصلی در دوزخ (به فرانسوی: Une Saison en Enfer) نام مجموعه شعری از آرتور رمبو می‌باشد که در سال ۱۸۷۳ منتشر شد.
این تنها مجموعه اثر رمبو بود که توسط خود وی به چاپ رسید. چاپ و اشاعه این اثر تأثیر مهمی در رشد و گسترش سوررئالیسم برجای گذارد. رمبو این اثر را در زمانی شروع کرد که در لندن به‌سر می‌برد و به تریاک نیز اعتیاد یافته بود. اثر او در لوگزامبورگ به پایان رسید. فصلی در دوزخ به نه بخش جداگانه تقسیم می‌شود که گاهی از نظر حجم متفاوت نیز می‌باشند. تاکنون مقدمه‌های بسیاری به زبان انگلیسی توسط نویسندگان و شاعران این زبان بر ترجمه انگلیسی فصلی در دوزخ نوشته شده‌است. از معروف‌ترین آن‌ها می‌توان به مقدمه هنری میلر اشاره نمود.